# William Wallace Campbell
William Wallace Campbell (ur. 11 kwietnia 1862 w Hancock County (Ohio), zm. 14 czerwca 1938 w San Francisco) – amerykański astronom, znany przede wszystkim ze spektrograficznego wyznaczenia prędkości radialnej gwiazd.

## Życiorys
Urodził się na farmie w hrabstwie Hancock County w stanie Ohio jako syn Roberta Wilsona i Harriet Welsh Campbell (z pochodzenia Szkotki. Studiował inżynierię lądową na University of Michigan w Ann Arbor, jednak zainteresowanie astronomią spowodowało, że starał się wybrać jak najwięcej zajęć z tej dziedziny. W latach 1888–1891 wykładał astronomię na tej samej uczelni. W 1890 roku przebywał jako stażysta w Obserwatorium Licka, gdzie uczył się spektroskopii od Jamesa Keelera. Zatrudnił się w tej jednostce, a po śmierci Keelera w 1900 roku został dyrektorem obserwatorium. Kierował nim do 1930 roku, a w latach 1923–1930 był także rektorem University of California.
Jego badania polegały na zastosowaniu technik spektroskopowych do obserwacji m.in. Marsa i mgławic. Kierował też programem fotograficznych pomiarów prędkości radialnych gwiazd. Brał udział w ekspedycji zorganizowanej w celu obserwowania zaćmienia Słońca w Australii w 1922. Zaobserwowany wówczas wpływ grawitacji na ruch światła stanowił potwierdzenie ogólnej teorii względności. Ponadto odkrył wiele gwiazd spektroskopowo podwójnych i w 1924 roku opublikował katalog zawierający ponad 1000 takich obiektów.
Zmarł śmiercią samobójczą.

## Wyróżnienia i nagrody
- Medal Henry’ego Drapera (1906)
- Złoty Medal Królewskiego Towarzystwa Astronomicznego (1906)
- Bruce Medal (1915)

Jego imieniem nazwano krater Campbell na Księżycu, krater na Marsie, a także planetoidę (2751) Campbell.